# John Frith
John Frith, född 1503, död 4 juli 1533, var en engelsk reformator och protestantisk martyr.
Påverkad av lutherska tankegångar, tvingades Frith efter en kortare lärarverksamhet i Oxford lämna landet. Under en tid bistod han William Tyndale i Antwerpen vid dennes bibelöversättningsarbete och återvände till England 1532. På nytt anklagad för kätterska läror, blev Frith 1533 bränd på bål i Smithfield.